# Lucien Scubla
Lucien Scubla, né en janvier 1940 à Beauvais, est un philosophe et anthropologue français.

## Biographie
Il a enseigné la philosophie en Mauritanie et en France, et il est membre, depuis 1982, du Centre de recherche en épistémologie appliquée (CREA) de l’École polytechnique. Ses travaux portent principalement sur les modèles formels de l’anthropologie, sur le sacré, le religieux et les fondements rituels des sociétés humaines, cherchant selon la filiation intellectuelle du CREA une refonte de la naturalisation des sciences sociales à partir des sciences cognitives et de l'étude des systèmes complexes. Dans ce cadre, il développe des conceptions de René Girard et du mathématicien René Thom, connu pour sa théorie des catastrophes.
Il propose ainsi une relecture critique des travaux de l'anthropologue Claude Lévi-Strauss en anthropologie structurale, en particulier dans l'étude des mythes. Sa thèse de doctorat sous la direction de l'ethnologue Françoise Héritier a porté sur la formule canonique du mythe de Claude Lévi-Strauss.

## Œuvres
Liste non exhaustive.
- « Sciences cognitives : fil d’Ariane ou lit de Procuste pour l’anthropologie? », cahiers du CREA no 12, 1988, p. 179-288.
- « Diversité des cultures et invariants transculturels », Revue du MAUSS (trimestrielle), no 1, 1988, p. 96-121, et no 2, p. 55-107.
- « Classification des sciences et philosophie de la nature. Prolégomènes à une épistémologie des sciences de l’homme et de la société », cahiers du CREA no 15, 1992, p. 49-91.
- « Sciences cognitives, matérialisme et anthropologie », in ANDLER D. (sous la dir. de), Introduction aux sciences cognitives, Paris, Gallimard, 1992, p. 421-446.
- « Est-il possible de mettre la loi au-dessus de l’homme ? Sur la philosophie politique de Jean-Jacques Rousseau », in DUPUY J.-P. (1992), Introduction aux sciences sociales. Logique des phénomènes collectifs, Ellipses, Paris, 1992, p. 105-143
- « Identité, appartenance et altérité : quelques aspects du problème du même et de l’autre en anthropologie », cahiers du CREA no 16, 1993, p. 229-275.
- « Raymond Ruyer et la classification des sciences », in VAX L., WUNENBERGER J.-J., Raymond Ruyer, de la science à la théologie, Paris, Kimé, 1995, p. 75-90.
- « Repenser le sacrifice. Esquisse d’un projet d’anthropologie comparative », L’Ethnographie, 91 (1) 1995, p. 133-146.
- « Histoire de la formule canonique du mythe et de ses modélisations », thèse de l’EHESS, Paris, 1996
- Lire Lévi-Strauss, Le déploiement d’une intuition, Odile Jacob, Paris, 1998  (ISBN 2-7381-0498-3)
- « Françoise Héritier et l’avenir du structuralisme », in JAMARD J.-L., TERRAY E., XANTHAKOU M. (dir.), En substances. Textes pour Françoise Héritier, Paris, Fayard, 2000, p. 37-45.
- « Il mito individual revisitado. Respuesta a J. P. Lucchelli », El caldero de la escuela, 2001, 84, p. 83-85.
- « L'anthropologie a-t-elle fait des progrès depuis Hocart ? », Revue du MAUSS 2001/2 (no 18), p. 338-360. URL : https://www.cairn.info/revue-du-mauss-2001-2-page-338.htm
- « L'anthropologie a-t-elle fait des progrès depuis Hocart ? (II). », Revue du MAUSS 1/2002 (no 19), p. 201-220. URL : www.cairn.info/revue-du-mauss-2002-1-page-201.htm
- « Le structuralisme et ses transformations : des Mythologiques aux logiques du rite », L'Homme, 2003/3, (no 167-168), p. 297-306
- « Le symbolique et le religieux : analyse comparée de la formule canonique de Lévi-Strauss et du schéma L de Lacan », Diacritica, 2009, no 23/2, p. 27-55
- « Le symbolique chez Lévi-Strauss et chez Lacan », Revue du MAUSS 2011/1, (no 37), p. 253-269